# Kondebrunnen

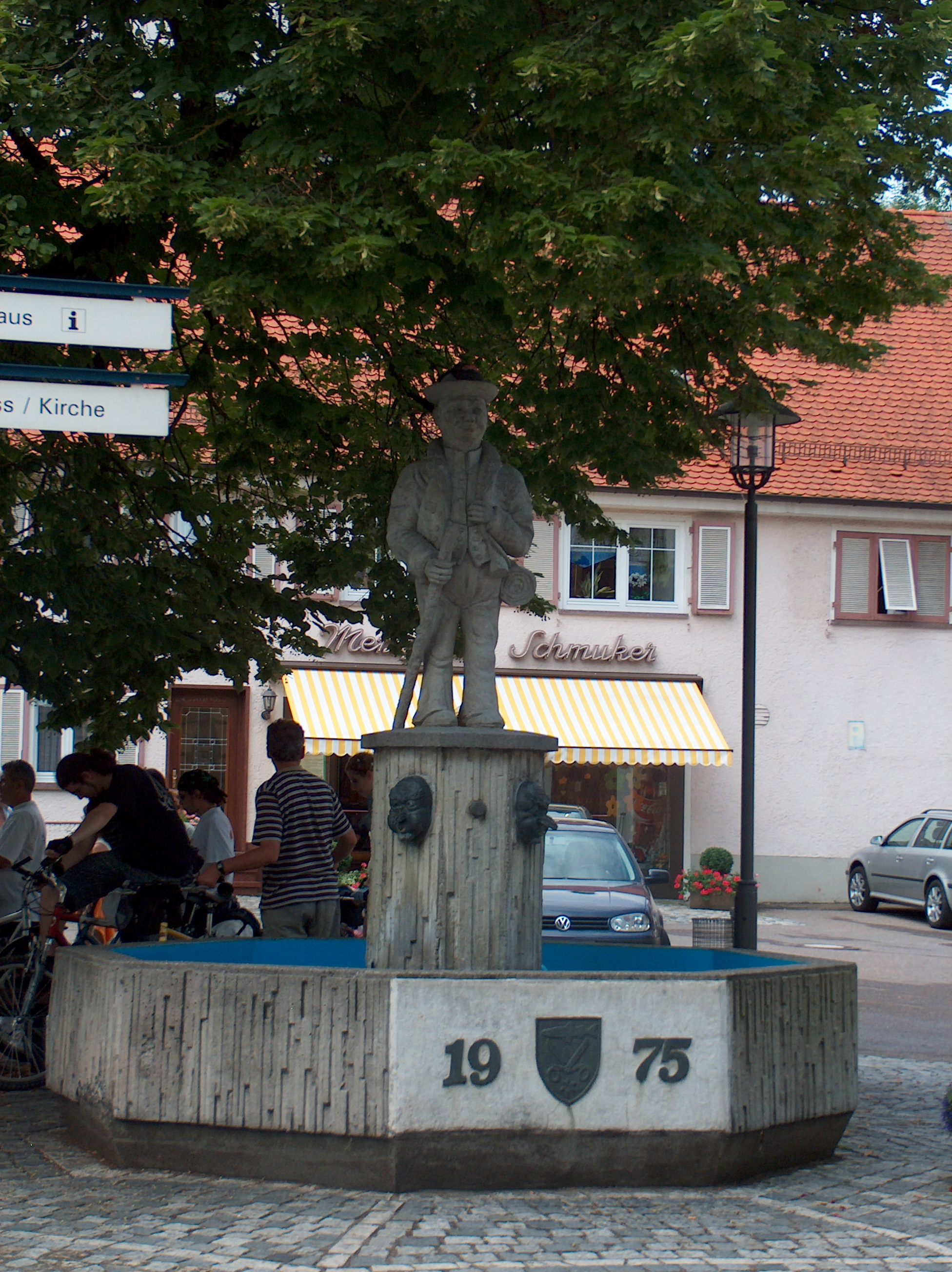
Kondebrunnen

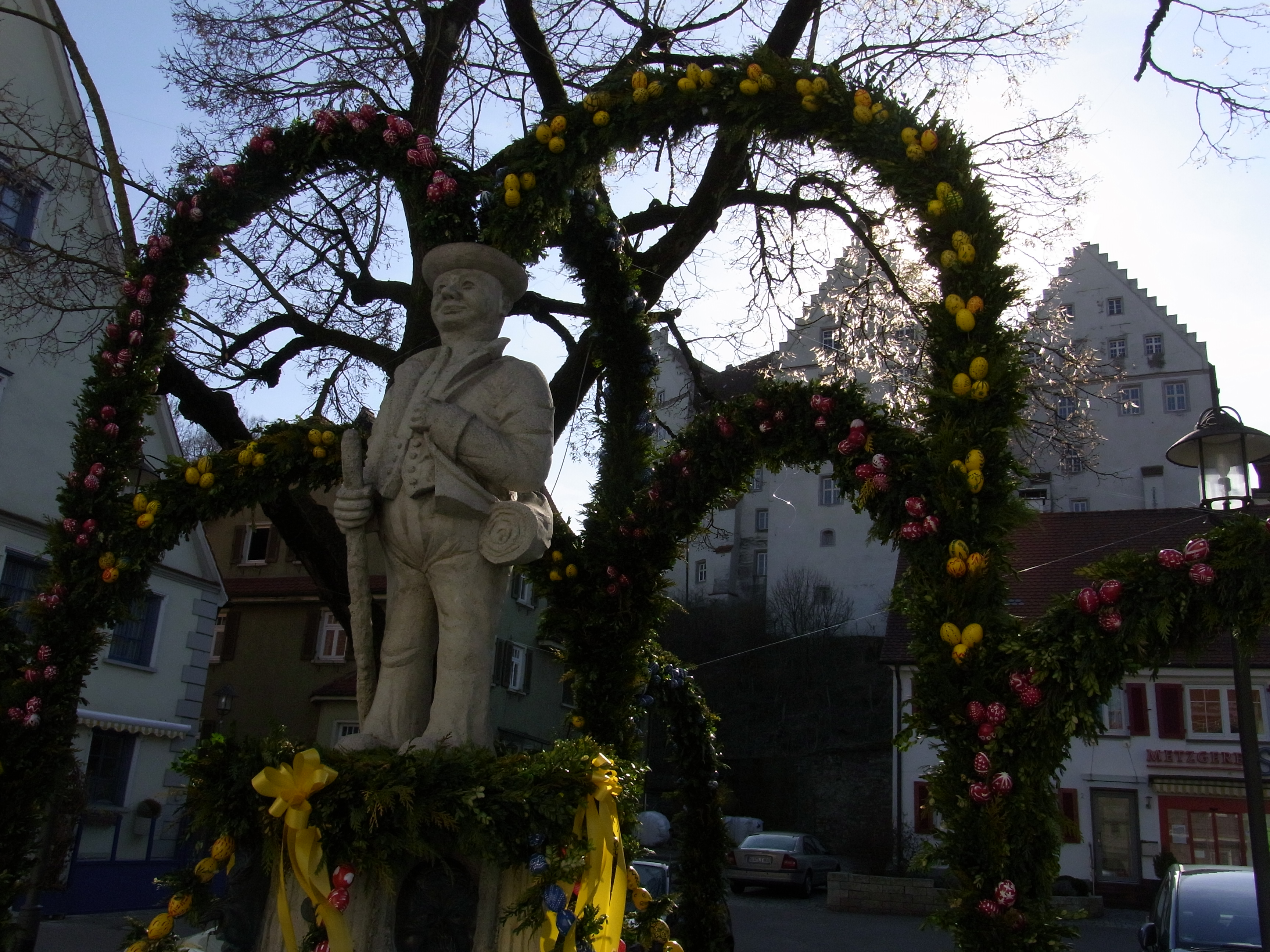
Kondebrunnen mit Osterschmuck

Der Kondebrunnen befindet sich im Zentrum des Donaustädtchens Scheer auf dem Hindenburgplatz.
Der Brunnen wurde 1975 von den Fasnetskonde (Handwerksgesellen auf Wanderschaft, die sich am Fasnachtsdienstag in Scheer regelmäßig trafen) aus eigenen Mitteln erbaut. 15 Freiwillige der Kondevereinigung erstellten den Brunnen nach eigenen Entwürfen in fünfmonatiger Bauzeit und belegten auch den Platz um den Brunnen, der unter einer Linde steht, mit Granitpflaster.
Die Brunnenfigur symbolisiert einen Handwerksburschen (schwäbisch: „Konde“) auf der Walz. Deshalb auch der Name „Kondebrunnen“. Geschaffen wurde die Figur vom Bildhauer Leeuw aus Bad Saulgau. Unterhalb des Konden befinden sich vier stählerne Wasserspeier in der Maskenform der scheeremer Fastnachtsfigur „Mußbrenner“. Der Brunnentrog wird von einem strukturierten Betonelement eingefasst, an dem das Stadtwappen und das Baujahr angebracht sind.
Bei der feierlichen Enthüllung am 25. Mai 1975, bei dem statt Wasser ein in Scheer gebrautes Bier aus den Wasserspeiern floss, wurde die Grundlage für das seither stattfindende Brunnenfest geschaffen.
Seit der Jahrtausendwende wird an Ostern der Brunnen mit bemalten Ostereiern und aus Tannenzweigen gebundenen Kränzen dekoriert. Dieser Brauch des Osterbrunnens stammt ursprünglich aus der Fränkischen Schweiz.